# Iugoslávia nos Jogos Olímpicos de Inverno de 1988
Iugoslávia participou dos Jogos Olímpicos de Inverno de 1988, realizados em Calgary, no Canadá. 
Foi a 13ª aparição do país nos Jogos Olímpicos de Inverno, onde foi representado por 22 atletas, sendo 16 homens e seis mulheres, que competiram em sete esportes e conquistaram três medalhas, sendo duas de prata e uma de bronze.

## Competidores
Esta foi a participação por modalidade nesta edição:
| Esporte                 | Masculino | Feminino | Total |
| ----------------------- | --------- | -------- | ----- |
| Biatlo                  | 1         | 0        | 1     |
| Bobsleigh               | 2         | 0        | 2     |
| Esqui alpino            | 5         | 4        | 9     |
| Esqui cross-country     | 2         | 0        | 2     |
| Patinação artística     | 0         | 1        | 1     |
| Patinação de velocidade | 1         | 1        | 2     |
| Salto de esqui          | 5         | 0        | 5     |
| Total                   | 16        | 6        | 22    |

## Medalhas
| Atleta                                               | Esporte        | Evento                  | Medalha |
| ---------------------------------------------------- | -------------- | ----------------------- | ------- |
| Matjaž Debelak Miran Tepeš Primož Ulaga Matjaž Zupan | Salto de esqui | Pista longa por equipes | Prata   |
| Mateja Svet                                          | Esqui alpino   | Slalom feminino         | Prata   |
| Matjaž Debelak                                       | Salto de esqui | Pista longa individual  | Bronze  |

## Desempenho

### Biatlo
Masculino
| Atleta       | Evento           | Faltas | Tempo     | Pos. | Ref.  |
| ------------ | ---------------- | ------ | --------- | ---- | ----- |
| Jure Velepec | Velocidade 10 km | 2      | 28:21.9   | 53º  | [ 3 ] |
| Jure Velepec | Individual 20 km | 4      | 1:03:15.6 | 35º  | [ 4 ] |

### Bobsleigh
Masculino
| Atltas                               | Trenó | Evento | Descida 1 | Descida 1 | Descida 2 | Descida 2 | Descida 3 | Descida 3 | Descida 4 | Descida 4 | Total   | Total | Ref.  |
| Atltas                               | Trenó | Evento | Tempo     | Pos.      | Tempo     | Pos.      | Tempo     | Pos.      | Tempo     | Pos.      | Tempo   | Pos.  | Ref.  |
| ------------------------------------ | ----- | ------ | --------- | --------- | --------- | --------- | --------- | --------- | --------- | --------- | ------- | ----- | ----- |
| Borislav Vujadinović Miro Pandurević | YUG-I | Duplas | 59.63     | 31º       | 1:00.70   | 25º       | 1:02.28   | 35º       | 1:00.89   | 26º       | 4:03.50 | 28º   | [ 5 ] |

### Esqui alpino
Masculino
| Atleta         | Evento         | Descida 1 | Descida 2 | Total   | Total | Ref.  |
| Atleta         | Evento         | Tempo     | Tempo     | Tempo   | Pos.  | Ref.  |
| -------------- | -------------- | --------- | --------- | ------- | ----- | ----- |
| Tomaž Čižman   | Super-G        | —         | —         | 1:42.47 | 9º    | [ 6 ] |
| Tomaž Čižman   | Slalom gigante | 1:06.16   | DNF       | DNF     | DNF   | [ 7 ] |
| Klemen Bergant | Super-G        | —         | —         | 1:43.41 | 16º   | [ 6 ] |
| Klemen Bergant | Slalom gigante | 1:07.16   | 1:03.88   | 2:11.04 | 15º   | [ 7 ] |
| Klemen Bergant | Slalom         | DNF       | –         | DNF     | DNF   | [ 8 ] |
| Rok Petrovič   | Slalom gigante | 1:06.31   | 1:03.01   | 2:09.32 | 9º    | [ 7 ] |
| Rok Petrovič   | Slalom         | 53.05     | 48.58     | 1:41.63 | 11º   | [ 8 ] |
| Robert Žan     | Slalom gigante | 1:07.67   | 1:04.51   | 2:12.18 | 23º   | [ 7 ] |
| Robert Žan     | Slalom         | DNF       | –         | DNF     | DNF   | [ 8 ] |
| Grega Benedik  | Slalom         | 52.34     | 49.04     | 1:41.38 | 9º    | [ 8 ] |

Feminino
| Atleta         | Evento         | Descida 1 | Descida 2 | Total   | Total            | Ref.   |
| Atleta         | Evento         | Tempo     | Tempo     | Tempo   | Pos.             | Ref.   |
| -------------- | -------------- | --------- | --------- | ------- | ---------------- | ------ |
| Mateja Svet    | Super-G        | —         | —         | 1:21.96 | 20º              | [ 9 ]  |
| Mateja Svet    | Slalom gigante | 1:00.95   | 1:06.85   | 2:07.80 | 4º               | [ 10 ] |
| Mateja Svet    | Slalom         | 49.21     | 49.16     | 1:38.37 | Medalha de prata | [ 11 ] |
| Veronika Šarec | Super-G        | —         | —         | 1:23.17 | 27º              | [ 9 ]  |
| Veronika Šarec | Slalom gigante | 1:02.73   | DNF       | DNF     | DNF              | [ 10 ] |
| Veronika Šarec | Slalom         | DNF       | –         | DNF     | DNF              | [ 11 ] |
| Katra Zajc     | Slalom gigante | 1:02.87   | 1:09.61   | 2:12.48 | 15º              | [ 10 ] |
| Katra Zajc     | Slalom         | 51.06     | DNF       | DNF     | DNF              | [ 11 ] |
| Mojca Dežman   | Slalom gigante | 1:04.12   | 1:10.24   | 2:14.36 | 18º              | [ 10 ] |
| Mojca Dežman   | Slalom         | 50.86     | 49.35     | 1:40.21 | 9º               | [ 11 ] |

### Esqui cross-country
Masculino
| Atleta        | Evento         | Tempo     | Pos. | Ref.   |
| ------------- | -------------- | --------- | ---- | ------ |
| Janež Kršinar | 15 km clássico | 45:54.8   | 39º  | [ 12 ] |
| Janež Kršinar | 30 km clássico | 1:32:02.1 | 34º  | [ 13 ] |
| Janež Kršinar | 50 km livre    | 2:12:33.5 | 30º  | [ 14 ] |
| Sašo Grajf    | 15 km clássico | 46:12.3   | 44º  | [ 12 ] |
| Sašo Grajf    | 30 km clássico | 1:36:19.2 | 53º  | [ 13 ] |
| Sašo Grajf    | 50 km livre    | 2:23:47.1 | 52º  | [ 14 ] |

### Patinação artística
Feminino
| Atleta           | Evento     | FC | PC | PL | Pontos | Pos. | Ref.   |
| ---------------- | ---------- | -- | -- | -- | ------ | ---- | ------ |
| Željka Čižmešija | Individual | 20 | 25 | 22 | 44.0   | 22º  | [ 15 ] |

### Patinação de velocidade
Masculino
| Atleta           | Evento | Tempo   | Pos. | Ref.   |
| ---------------- | ------ | ------- | ---- | ------ |
| Behudin Merdović | 500 m  | 56.21   | 35º  | [ 16 ] |
| Behudin Merdović | 1000 m | 1:23.88 | 35º  | [ 17 ] |
| Behudin Merdović | 1500 m | 2:06.11 | 39º  | [ 18 ] |

Feminino
| Atleta       | Evento | Tempo   | Pos. | Ref.   |
| ------------ | ------ | ------- | ---- | ------ |
| Bibija Kerla | 500 m  | 44.47   | 30º  | [ 19 ] |
| Bibija Kerla | 1000 m | 1:30.89 | 26º  | [ 20 ] |
| Bibija Kerla | 1500 m | 2:21.69 | 28º  | [ 21 ] |

### Salto de esqui
Masculino
| Atleta                                               | Evento                  | Salto 1                 | Salto 1             | Salto 2                 | Salto 2             | Total  | Total             | Ref.   |
| Atleta                                               | Evento                  | Distância               | Pontos              | Distância               | Pontos              | Pontos | Pos.              | Ref.   |
| ---------------------------------------------------- | ----------------------- | ----------------------- | ------------------- | ----------------------- | ------------------- | ------ | ----------------- | ------ |
| Rajko Lotrič                                         | Pista normal individual | 85.0                    | 105.6               | 74.0                    | 74.5                | 180.1  | 26º               | [ 22 ] |
| Miran Tepeš                                          | Pista normal individual | 84.0                    | 106.0               | 83.5                    | 105.2               | 211.2  | 4º                | [ 22 ] |
| Miran Tepeš                                          | Pista longa individual  | 105.0                   | 98.4                | 102.5                   | 96.4                | 194.8  | 10º               | [ 23 ] |
| Matjaž Zupan                                         | Pista normal individual | 83.5                    | 100.2               | 78.0                    | 87.4                | 190.0  | 16º               | [ 22 ] |
| Matjaž Zupan                                         | Pista longa individual  | 111.5                   | 110.0               | 98.5                    | 85.8                | 195.8  | 9º                | [ 23 ] |
| Primož Ulaga                                         | Pista normal individual | 84.5                    | 105.8               | 72.0                    | 71.3                | 177.1  | 30º               | [ 22 ] |
| Primož Ulaga                                         | Pista longa individual  | 94.5                    | 72.2                | 101.0                   | 88.0                | 161.0  | 40º               | [ 23 ] |
| Matjaž Debelak                                       | Pista longa individual  | 113.0                   | 107.6               | 108.0                   | 100.1               | 207.7  | Medalha de bronze | [ 23 ] |
| Primož Ulaga Matjaž Zupan Matjaž Debelak Miran Tepeš | Pista longa por equipes | 102.0 109.5 110.5 103.0 | 43.2 53.7 55.1 44.6 | 110.0 108.5 110.0 102.0 | 43.2 53.7 55.1 43.2 | 625.5  | Medalha de prata  | [ 24 ] |

Legenda
| Recorde mundial      | Recorde mundial (World record)               |                       | Recorde africano                      | Recorde africano (African) |                                           | Q | Classificado por posição (Qualified) |
| Recorde olímpico     | Recorde olímpico (Olympic record)            | Recorde da América    | Recorde da América (Americas)         | q                          | Classificado por melhor tempo (Qualified) |   |                                      |
| Melhor marca do ano  | Melhor marca do ano (World leading)          | Recorde asiático      | Recorde asiático (Asian)              | DNS                        | Não largou (Did not start)                |   |                                      |
| Recorde nacional     | Recorde nacional (National record)           | Recorde europeu       | Recorde europeu (European)            | DNF                        | Não terminou (Did not finish)             |   |                                      |
| Recorde pessoal      | Recorde pessoal do atleta (Personal best)    | Recorde da Oceania    | Recorde da Oceania (Oceania)          | DSQ / DQ                   | Desclassificado (Disqualified)            |   |                                      |
| Recorde da temporada | Recorde da temporada do atleta (Season best) | Recorde sul-americano | Recorde sul-americano (South America) | NM                         | Sem marca (No mark)                       |   |                                      |